# Organización Talal Abu-Ghazaleh
 La Organización Talal Abu-Ghazaleh  (TAG-Org) es el grupo global más amplio de empresas de servicios profesionales en las áreas de contabilidad, auditoría externa, auditoría interna, gobierno corporativo, impuestos, consultoría educativa, estudios económicos y estratégicos, servicios de asesoramiento de gestión, formación profesional y técnica, gestión de proyectos de transferencia de tecnología, gestión inmobiliaria, inversores y servicios de asesoramiento empresarial, recursos humanos y servicios de reclutamiento, Gobierno Electrónico, Comercio Electrónico, Educación Electrónica y auditoría de seguridad de IT, diseño WEB, interpretación y traducción profesionales, arabización de sitio WEB, registro de nombres de dominio, planificación estratégica ICT, Consultería de Servicios ERP, formación y exámenes de habilidades IT e Internet, Agencia de Noticias de propiedad intelectual, negocios IP y Valoración de Activos y Servicios de Branding, Registro IP y Protección, renovación de propiedad intelectual, protección de derechos de propiedad intelectual y gestión, servicios legales y oferta pública.
La “TAG-Org” opera en 80 oficinas en todo el mundo.

## Cronología
- TAG-Org fue fundada por Su Excelencia Dr. Talal Abu-Ghazaleh, en 1972.
- Sociedad Árabe Internacional de Contables Certificados (IASCA) fue establecida en 1984.
- Sociedad Árabe de Propiedad Intelectual (ASIP) fue establecida en 1987.
- Sociedad Árabe de Conocimiento y de Gestión (AKMS) fue fundada en  Buffalo en 1989.
- Sociedad Legal Talal Abu-Ghazaleh fue fundada en 1998.
- Centro de Habilidades IT Cambridge de Talal Abu-Ghazaleh (AGCA-ITC) fue establecido en 2001.
- 2006 - Colegio de Negocios Talal Abu-Ghazaleh (TAGCB).
- 2006 - Academia Microsoft para Soluciones de Negocio/Colegio de Negocios Talal Abu-Ghazaleh (TAGCB), en colaboración con la Universidad Jordano-Alemana y Microsoft.
- 2007 – Su Excelencia Dr. Talal Abu-Ghazaleh, Presidente de la Organización Talal Abu-Ghazaleh,  es el primer experto de fuera del G8 que se incorpora al grupo de figuras más prominentes de PI.
- La Organización Árabe de calidad de Aseguramiento de la Educación (AROOQA) fue fundada en 2007.
- 2008 – Firma del acuerdo entre el Grupo de Formación Profesional Talal Abu-Ghazaleh (TAGI-TRAIN) y el Instituto de Gestión de Contadores Públicos.
- 2008 – Inauguración de la Sociedad del Conocimiento de Talal Abu-Ghazaleh.
- 2012 – Universidad “World´s University”, de la Universidad de Talal Abu-Ghazaleh.
- 2012 – Colegio Universitario de Negocios de Talal Abu-Ghazaleh (TAGCUB-Bahrain).
- 2015 – Nuevas oficinas en Turquía, India, Irán, China y Rusia.

## Empresas
- Talal Abu Ghazaleh de Propiedad Intelectual (AGIP).
- Colegio Empresarial de Graduados Talal Abu-Ghazaleh (TAG-SB).
- Empresa Legal Talal Abu-Ghazaleh (TAG-Legal).
- Talal Abu-Ghazaleh & Compañía Internacional (Auditores TAGI).
- Servicios Profesionales Talal Abu-Ghazaleh.
- Academias Talal Abu-Ghazaleh (Academias-TAG).
- Centro Cambridge de Habilidades IT de Talal Abu-Ghazaleh.

## Servicios
La Organización Talal Abu-Ghazaleh (TAG-Org) es el mayor grupo mundial de empresas de servicios profesionales en los campos de Auditoría de servicios, asesoría financiera, consultaría, tecnologías de información, servicios de nombres de dominio, educación, servicios de propiedad intelectual, Foro del Conocimiento de Talal Abu-Ghazaleh, Derecho de Servicios Comerciales y Empresariales, Proyectos y Leyes, cualificaciones profesionales, servicios de aseguramiento, idioma chino, servicios de traducción, Formación y Certificados, Consultoría Educativa, Contabilidad, contratación y recursos humanos, Servicios de Capital, Consultoría Inmobiliaria, Servicios de la Sociedad del Conocimiento, Valoración, Centro de Investigación de Educación en Línea de Talal Abu-Ghazaleh.

## Publicaciones
- Diccionario de la Propiedad Intelectual (Inglés / árabe), 2000.
- Diccionario de Contabilidad y Negocios de Abu-Ghazaleh (Inglés-Árabe), 2001.
- Guía sobre el periodo legal de, 2004.
- Guía de Gobierno Corporativo, 2006.
- Guía de Anti-Lavado de Dinero, 2007.
- Guía LESI de Licencias de Mejores Prácticas 2007.
- Diccionario TIC de TAG (Inglés-Árabe), 2008.
- El Contador Profesional Árabe Certificado (ACPA) Curriculum, 2008.
- Diccionario de Patentes Talal Abu-Ghazaleh, 2012.
- Diccionario Talal Abu-Ghazaleh de Términos Legales,  Primera edición, 2012,
- Diccionario de Contabilidad y Negocios Abu-Ghazaleh.

## Educación
- Consultoría de Educación Talal Abu-Ghazaleh (TAG-Educación).
- Empresa Universidad Talal Abu-Ghazaleh (Líbano) – (TAGI-UNI).
- Colegio Universitario de Negocios de Talal Abu-Ghazaleh (TAG-UCB).
- Colegio de Graduados de Negocios Talal Abu-Ghazaleh (TAG-SB).
- Grupo de Formación Profesional Talal Abu-Ghazaleh (TAGI-TRAIN).
- Sociedad Árabe del Conocimiento y Gestión (AKMS).
- Confucio Talal Abu-Ghazaleh (TAG.Confucio).
- Traducción Talal Abu-Ghazaleh (TAG-Traducir).
- Sociedad Internacional Árabe de Contadores Certificados (IASCA).

## Iniciativas
- Enciclopedia Árabe Electrónica – TAGEPEDIA.
- Aprendizaje Cognitivo a través TAGITOP.
- Sociedad del Conocimiento Talal Abu-Ghazaleh
- Foro de Desarrollo de Política Económica.
- Iniciativa “Todos por Palestina”.
- El Pacto Mundial.
- Lanzamiento de Souq Al Quds Mercado Electrónico para apoyar a los jerosolimitanos.
- Mercado de Cambio de Dinero.
- Asociación Jordana para Empresas Familiares.

## Cooperación Internacional
TAG-Org ha firmado una serie de acuerdos de cooperación y memorandos de entendimiento con las organizaciones:
- UNESCO , Organización de as Naciones Unidas para  Educación,  Ciencia y  Cultura,  y TAG-Org firmó un acuerdo de cooperación para trabajar juntos en la construcción de sociedades del conocimiento integradoras y promover las tecnologías de la comunicación (TIC),  Información y apoyo a la educación, ciencia y  cultura en el mundo árabe.

- SABEQ ,  El Programa de Desarrollo Económico USAID de Jordania y TAG-Org,  firmaron un Memorando de Entendimiento (MoU) para sostener y desarrollar los objetivos de todos los sectores en Jordania.

- Microsoft  Talal Abu-Ghazaleh & Co. International (TAGAudit), una subsidiaria de TAG-Org, y Microsoft, el líder mundial en tecnologías de software, firmaron un acuerdo de colaboración y cooperación para trabajar juntos en una serie de iniciativas y proyectos clave.

- Universidad de Cambridge de Exámenes Internacionales , en un paso pionero para contribuir a la creación de la sociedad del conocimiento árabe y como parte de sus esfuerzos para reducir la brecha y combatir el analfabetismo ICT, el  Centro Cambridge de Habilidades de IT Talal Abu-Ghazaleh (AGCA-CCI),  fue establecido en colaboración con la “Cambridge International Examination” (CIE) -Universidad de Cambridge para entregar certificados válidos de Habilidades de Exámenes IT por CIE.

## Sitios Web
- www.tagorg.com
- www.agip.com
- www.tagi.com
- www.agcon.com
- www.tagiti.com

## preferencias
- Datos: Q820715